# Placówka wywiadowcza KOP nr 11
Placówka wywiadowcza KOP nr 11 – organ wykonawczy wywiadu Korpusu Ochrony Pogranicza.

## Formowanie i zmiany organizacyjne
Placówka w Wołożynie
Placówka utworzona została w grudniu 1931 w Wołożynie. Wchodziła w skład pułku KOP „Wołożyn”. Pod względem wyszkolenia wojskowego podlegała dowódcy pułku KOP „Wołożyn”.
W październiku 1933, jako placówka wywiadowcza KOP nr 11 „Iwieniec” podlegała szefowi ekspozytury Oddziału II nr 1 „Wilno”.
W terminie do 30 września 1936 zlikwidowano placówkę wywiadowczą KOP „Iwieniec”. Teren likwidowanej placówki przejęły sąsiednie placówki. Placówka nr 4 „Wilejka” przejęła z powiatu mołodeczańskiego gminy Raków i Gródek oraz cały powiat wołożyński. Placówka nr 5 „Stołpce” przejęła gminy Rubieżewice, Naliborki i Derewna powiatu stołpeckiego. Nowe rozgraniczenie pomiędzy placówkami 4 i 5 stanowiła granica powiatów Wołożyn i Stołpce. Placówka nr 3 „Głębokie” przejęła od placówki nr 4 gminę Dokszyce i Parafianów powiatu dziśnieńskiego oraz gminy Słoboda, Miadzioł i Kobylnik powiatu postawskiego. Rozgraniczenie pomiędzy placówkami nr 3 „Głebokie” i nr 4 „Wilejka” stanowiła północna granica powiatu Wilejka .
Placówka w Stryju
W związku z planowanym przejęciem przez KOP od Straży Granicznej ochrony granicy od przełęczy Użockiej do styku granic polsko-rumuńsko-czechosłowackiej, w grudniu 1938 została utworzona placówka wywiadowcza nr 11 w Stryju. Placówka podlegała szefowi Ekspozytury Nr 5 Oddziału II Sztabu Głównego we Lwowie i w marcu 1939 stacjonowała w Stryju.
Placówka w Sanoku
Z dniem 1 sierpnia 1939 placówka nr 11 została przeniesiona do Sanoka, gdzie została umieszczona w lokalu przy ulicy Ogrodowej w dzielnicy Błonie, w którym do tego czasu działała placówka nr 12, przeniesiona do Jasła.

## Żołnierze placówki
Kierownicy placówki
- por. Zbyszko Kacper Kantarowicz (1 VIII 1932 − 4 IV1933)[12]
- kpt. Józef Maciejowski (4 IV 1933[13] − )
- kpt. Witold Świdra (był I 1939)
- kpt adm. (piech.) Stefan Wincenty Nowaczek (był III 1939)

Obsada personalna w marcu 1939:
- kierownik placówki – kpt adm. (piech.) Stefan Wincenty Nowaczek
- oficer placówki – rtm. Stanisław Franciszek Basiński
- oficer placówki – kpt. piech. Norbert Adam Kluszczyński